# Pardoe Peak
Pardoe Peak är en bergstopp i Antarktis. Den ligger i Östantarktis. Australien gör anspråk på området. Toppen på Pardoe Peak är 2 010 meter över havet.
Terrängen runt Pardoe Peak är platt åt sydväst, men åt nordost är den kuperad. Trakten är obefolkad. Det finns inga samhällen i närheten. 